# ТЭЦ Бельско-Бяла
ТЭЦ Бельско-Бяла – теплоэлектроцентраль на юге Польши в городе Бельско-Бяла.

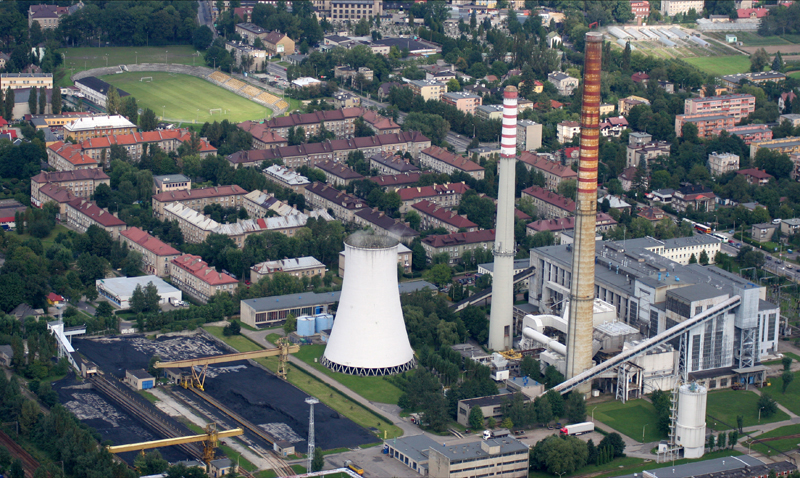
ТЭЦ в 2008 году. Видно два дымохода, демонтированные в 2019 году

В 1960 году на площадке станции ввели в эксплуатацию центральную котельню с тремя котлами ОР-120 производства австрийской компании Pauker и двумя турбинами TUK-25 чешского Первого Бренского завода. В 1965 году к ним добавили котел ОР-140 рацибужской компании Rafako и третью турбину, а в 1979 году стал действовать еще один котел Rafako типа ОР-230 и четвертая турбина, что довело электрическую мощность станции до 99,5 МВт.
Для покрытия пиковых нагрузок в 1973 году добавили водогрейный котел Rafako WP-120 мощностью 140 МВт, после чего тепловая мощность ТЭЦ достигла 535 МВт.
По состоянию на вторую половину 2000-х годов общая электрическая мощность станции составляла 77 МВт, при этом продолжали работать две турбины TUK-25 и одна TP-30 (последнюю когда-то поставила компания Zamech из Эльблонга).
В 2013 году на площадке запустили новый энергоблок BC50, который оснащен котлом с циркулирующим кипящим шаром Foster Wheeler CFB 219 и турбиной с противодавлением Siemens мощностью 50,8 МВт. Тепловая мощность этого блока составляет 106 МВт, а его общая паливная эффективность достигает 90%. На случай пикового спроса установлены два мазутных котла производства Loos мощностью по 38 МВт, а для покрытия суточных колебаний ТЭЦ оснащена резервуаром-аккумулятором объемом 20 тыс. м³. После запуска этих объектов старые мощности были выведены из эксплуатации.
Станция использует уголь, доставка которого осуществляется железнодорожным транспортом.
Удаление продуктов сгорания старой ТЭЦ осуществлялось с помощью двух дымоходов высотой 120 метров и 160 метров, которые были построены в 1960 и 1967 годах. После введения нового блока, который имеет собственный дымоход, два старых демонтировали в 2019 году.